# Томми Пистол
Томми Пистол (англ. Tommy Pistol, настоящее имя — Арамис Сарторио (англ. Aramis Sartorio) род. 2 июля 1976 года, Квинс, Нью-Йорк, США) — американский порноактёр и режиссёр, лауреат премий AVN Awards и XBIZ Award.

## Биография
Родился 2 июля 1976 года в Квинсе, Нью-Йорк, США Был женат на порноактрисе Джие Паломе с 8 декабря 2007 года по 2013 год.
Дебютировал в порноиндустрии в конце 2005 года (в возрасте около 29 лет), после знакомства с Джоанной Энджел.
В 2008–2013 также выступал в качестве режиссёра, сняв 5 фильмов. В качестве актёра снялся более чем в 1000 фильмах. Кроме того, он снялся в нескольких короткометражных и документальных фильмах.
Был вокалистом металкор-группы AmoreA.

## Избранная фильмография
- 2011 — Влажные мечты на улице Вязов / A Wet Dream on Elm Street — профессор полового просвещения

## Премии
- 2006 AVN Awards — самая скандальная сексуальная сцена (Re-Penetrator) вместе с Джоанной Энджел
- 2007 AVN Awards — лучший новичок
- 2012 XBIZ Award — Male Acting Performance of the Year-Male (Taxi Driver XXX)[5]
- 2014 XBIZ Award — лучший актёр второго плана (The Temptation of Eve)[6]
- 2014 AVN Awards — лучший актёр (Evil Head)
- 2015 XBIZ Award — лучший актёр — пародия (Not the Jersey Boys XXX)[7]
- 2015 XBIZ Award — лучшая сцена — пародия (American Hustle XXX) вместе с Алией Лав[7]
- 2016 XBIZ Award — лучший актёр — парный релиз (Wild Inside)[8]
- 2017 XBIZ Award — лучший актёр — пародия (Suicide Squad XXX: An Axel Braun Parody[8]